# Domitia viridipennis
Domitia viridipennis är en skalbaggsart som först beskrevs av Louis Alexandre Auguste Chevrolat 1855.  Domitia viridipennis ingår i släktet Domitia och familjen långhorningar.
Artens utbredningsområde är Nigeria. Inga underarter finns listade i Catalogue of Life.